# Monteodorisio
Monteodorisio ist eine italienische Gemeinde (comune) mit 2338 Einwohnern (Stand 31. Dezember 2023) in der Provinz Chieti in den Abruzzen. Die Gemeinde liegt etwa 49,5 Kilometer südöstlich von Chieti und gehört zur Comunità montana Medio Vastese. Der Sinello bildet die westliche Gemeindegrenze.

## Geschichte
Monteodorisio wurde erstmals 993 urkundlich erwähnt, war aber bereits in römischer Epoche besiedelt.
Der Name leitet sich von Graf Oderisio Caracciolo ab, der den Ort in sein umfangreiches Lehen eingliederte.
Im 14. und 15. Jahrhundert gewann der Ort aufgrund seiner dominanten Lage auf einem Hügel an militärischer Bedeutung. In dieser Zeit wurde auch das im 11. Jahrhundert errichtete Castello di Monteodorisio von den Familien Caldoras und die D’Avalos ausgebaut.

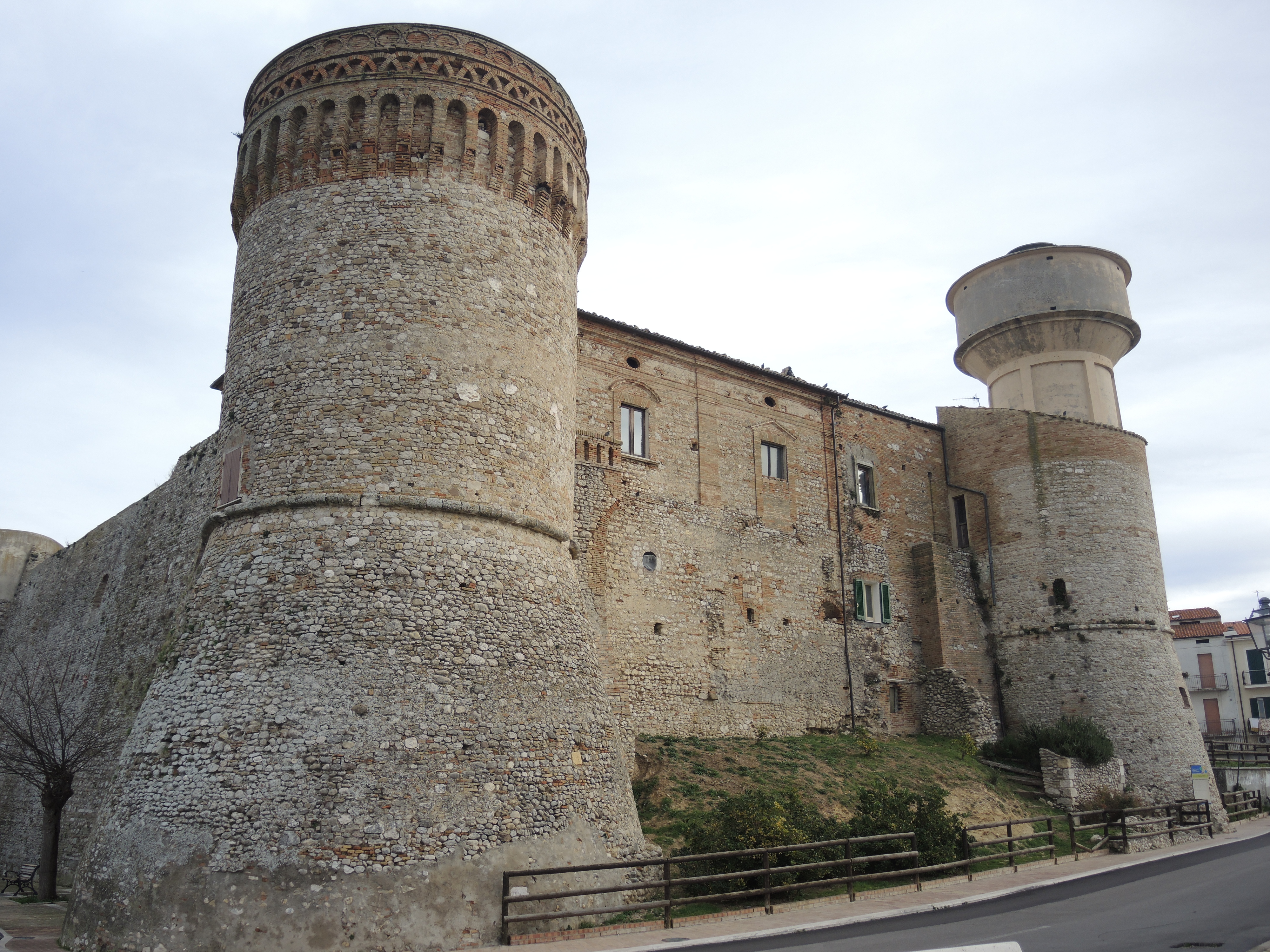
Castello di Monteodorisio
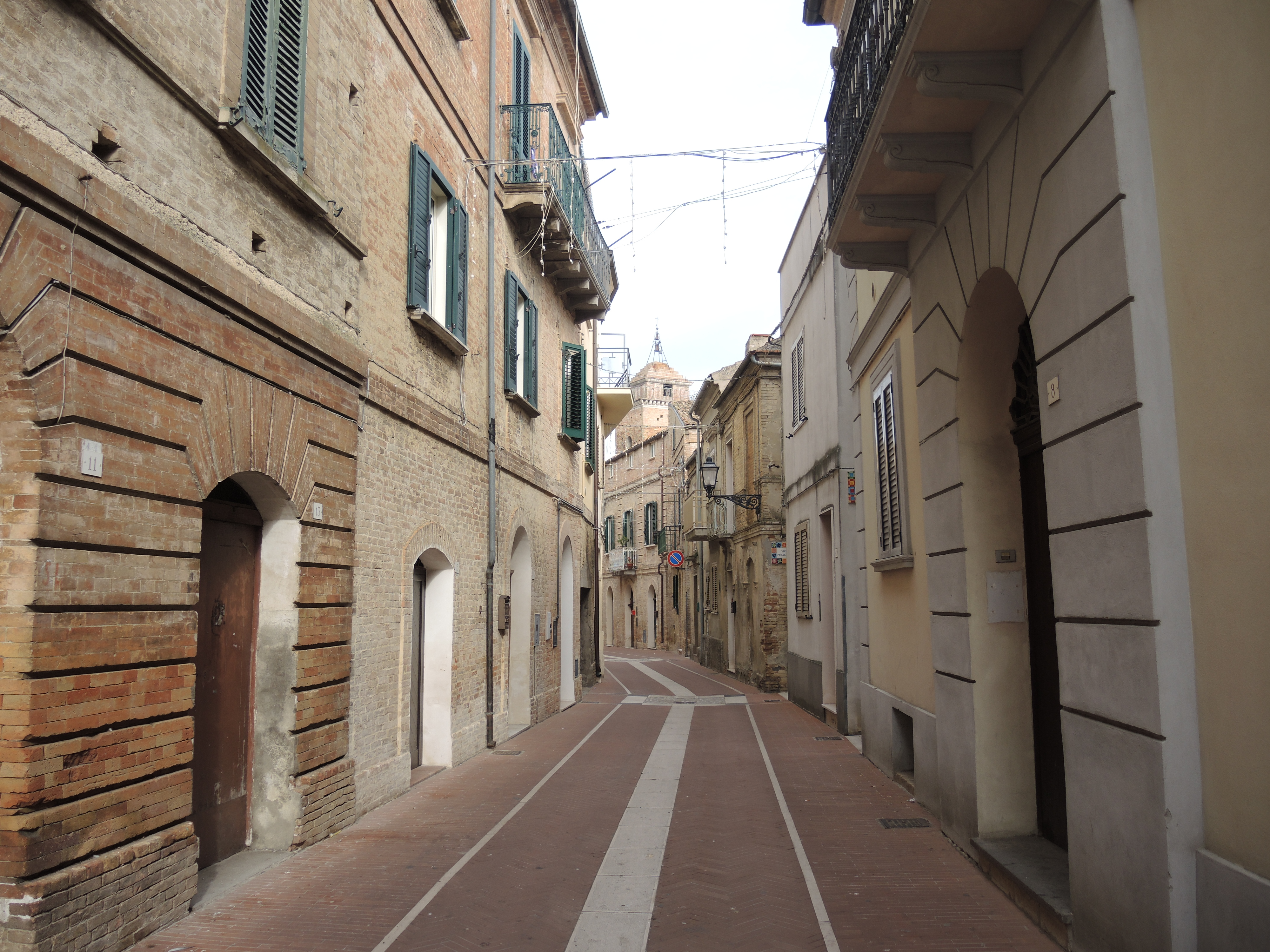
Historischer Ortskern
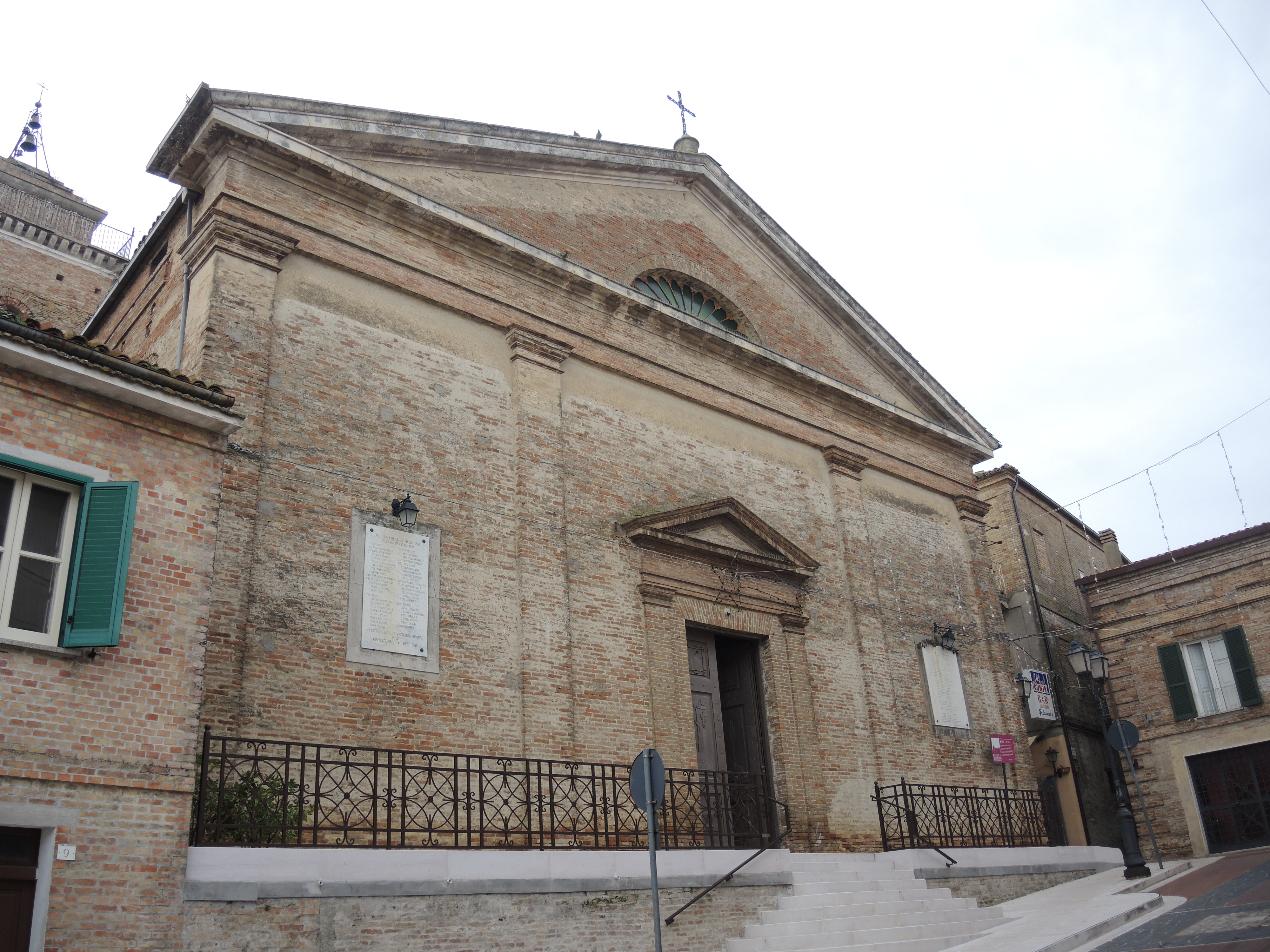
Kirche San Giovanni Battista
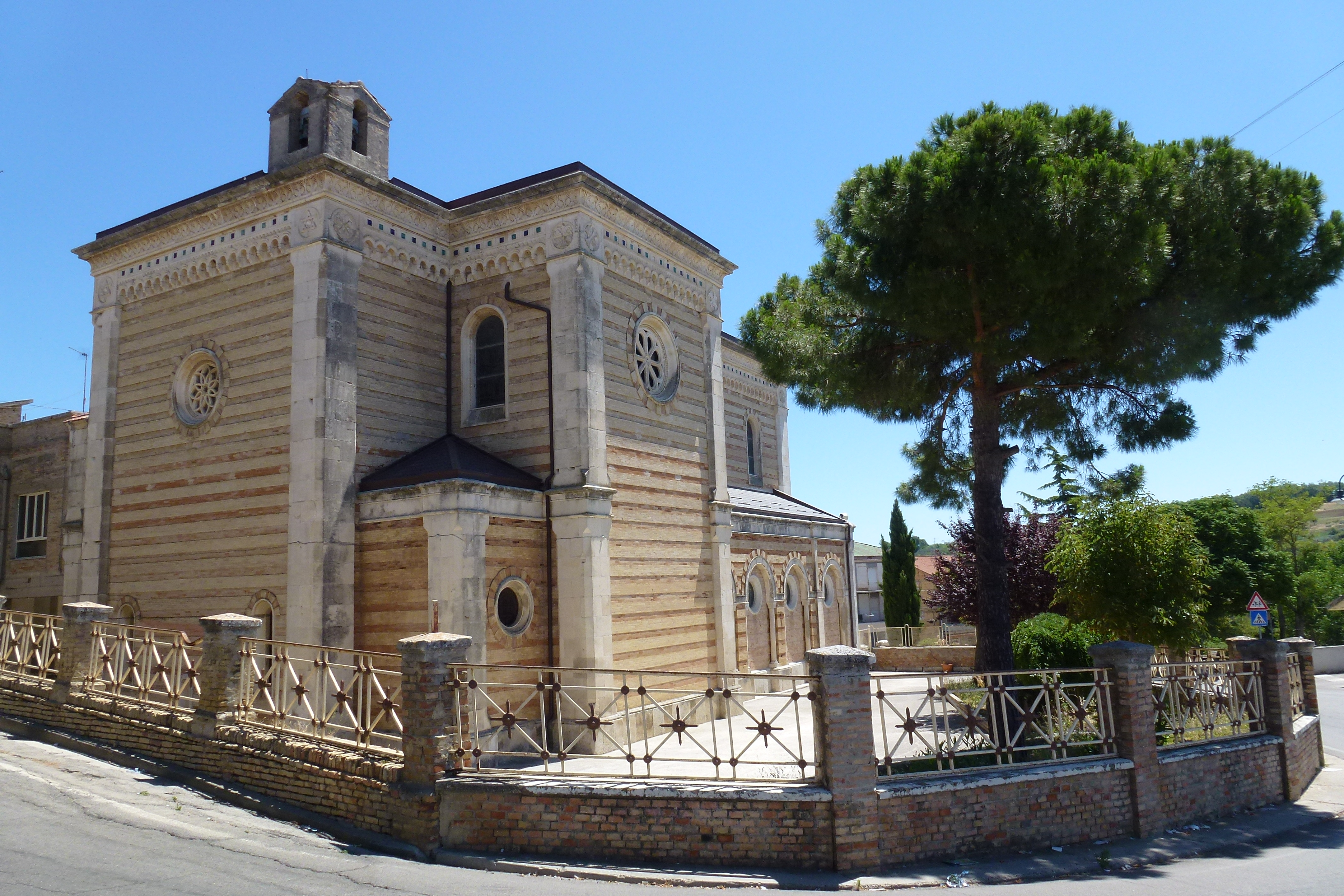
Wallfahrtskirche Madonna delle Grazie

## Weinbau
In der Gemeinde werden Reben der Sorte Montepulciano für den DOC-Wein Montepulciano d’Abruzzo angebaut.